# Campionatul Mondial de Gimnastică Artistică din 2009
Campionatul Mondial de Gimnastică Artistică din 2009 s-a desfășurat în perioada 12–18 octombrie 2009 la Londra în Regatul Unit.

## Medaliați
| Probă             | Aur                     | Argint                | Bronz                                   |
| Masculin          |                         |                       |                                         |
| Individual compus | Kōhei Uchimura (JPN)    | Daniel Keatings (GBR) | Yury Ryazanov (RUS)                     |
| Sol               | Marian Drăgulescu (ROU) | Zou Kai (CHN)         | Alexander Shatilov (ISR)                |
| Cal cu mânere     | Zhang Hongtao (CHN)     | Krisztián Berki (HUN) | Prashanth Sellathurai (AUS)             |
| Inele             | Yan Mingyong (CHN)      | Yordan Yovchev (BUL)  | Oleksandr Vorobiov (UKR)                |
| Sărituri          | Marian Drăgulescu (ROU) | Flavius Koczi (ROU)   | Anton Golotsutskov (RUS)                |
| Paralele          | Wang Guanyin (CHN)      | Feng Zhe (CHN)        | Kazuhito Tanaka (JPN)                   |
| Bară fixă         | Zou Kai (CHN)           | Epke Zonderland (NED) | Igor Cassina (ITA)                      |
| Feminin           |                         |                       |                                         |
| Individual compus | Bridget Sloan (USA)     | Rebecca Bross (USA)   | Koko Tsurumi (JPN)                      |
| Sărituri          | Kayla Williams (USA)    | Ariella Kaeslin (SUI) | Youna Dufournet (FRA)                   |
| Paralele inegale  | He Kexin (CHN)          | Koko Tsurumi (JPN)    | Ana Porgras (ROM) · Rebecca Bross (USA) |
| Bârnă             | Deng Linlin (CHN)       | Lauren Mitchell (AUS) | Ivana Hong (USA)                        |
| Sol               | Elizabeth Tweddle (GBR) | Lauren Mitchell (AUS) | Sui Lu (CHN)                            |

## Clasament pe medalii
| Loc   | Țară           | Aur | Argint | Bronz | Total |
| ----- | -------------- | --- | ------ | ----- | ----- |
| 1     | China          | 6   | 2      | 1     | 9     |
| 2     | Statele Unite  | 2   | 1      | 2     | 5     |
| 3     | România        | 2   | 1      | 1     | 4     |
| 4     | Japonia        | 1   | 1      | 2     | 4     |
| 5     | Marea Britanie | 1   | 1      | 0     | 2     |
| 6     | Australia      | 0   | 2      | 1     | 3     |
| 7     | Bulgaria       | 0   | 1      | 0     | 1     |
| 7     | Ungaria        | 0   | 1      | 0     | 1     |
| 7     | Țările de Jos  | 0   | 1      | 0     | 1     |
| 7     | Elveția        | 0   | 1      | 0     | 1     |
| 11    | Rusia          | 0   | 0      | 2     | 2     |
| 12    | Franța         | 0   | 0      | 1     | 1     |
| 12    | Israel         | 0   | 0      | 1     | 1     |
| 12    | Italia         | 0   | 0      | 1     | 1     |
| 12    | Ucraina        | 0   | 0      | 1     | 1     |
| TOTAL | TOTAL          | 12  | 12     | 13    | 37    |

## Legături externe
- en  worldgymnastics2009.com Arhivat în 19 decembrie 2008, la Wayback Machine., site-ul oficial